# SZ–125 Nyeva–M
Az SZ–125 Nyeva és Pecsora fix telepítésű, közép-hatómagasságú honi légvédelmi rakéta, melyeket az 1960-as évek elejére fejlesztettek ki a Szovjetunióban, a nagy hatómagasságú SZ–25 Berkut és SZ–75 Dvina rakéták kiegészítésére. A kisebb hatómagasságú, hatótávolságú és sebességű rakéta elsősorban alacsonyan repülő, manőverező célok ellen szolgált, amelyeket a korábban kifejlesztett komplexumokkal nehéz volt megsemmisíteni. A rakétaütegek része volt a P–15 célfelderítő , a PRV–11 magasságmérő és az SZRN–125 rávezető rádiólokátor. A rakétát parancsközlő távirányítással vezetik a célra, lehetőség volt a  lokátoros mellett optikai követésre is.
A rakétát nagy tömegben gyártották és exportálták, haditengerészeti változata az M–1 Volna. Irak és Lengyelország mobil változatait is kifejlesztették, a Magyar Néphadsereg rendszeresítette, az 1990-es években vonták ki a hadrendből.
Ilyen fegyverrel lőttek le 1999. március 27-én Jugoszlávia fölött egy amerikai F–117 vadászbombázót. A távirányított, beépített lokátorral nem rendelkező rakéta elvben sikerrel veheti fel a harcot a lopakodó repülőgépek ellen is, ezért korszerűsített változatának gyártását 2008-ban újraindították.

## Külső hivatkozások
- Sz-125M1 Nyeva légvédelmi rakétarendszer szimulátora